# La Cherga
La Cherga ist eine deutsch-österreichische Balkan-Reggaeband, die von den Musikern Nevenko Bucán und Muamer Gazibegović gegründet wurde.

## Band
La Cherga besteht aus sechs Musikern, die aus dem ehemaligen Jugoslawien stammen. Die Band fand sich in Deutschland und Österreich zusammen. Sie teilten eine Philosophie, die Irina als "Postpessimismus" bezeichnet, arbeiteten an kulturellen Austauschprojekten. La Chergas Stil zeichnet sich durch eine Klangcollage balkanischer und internationale Musik, beeinflusst von Dub, Reggae und Ska. Hinzu kommen Balkanbläser, Jazzgesang, jamaikanische Grooves und elektronische Beats. Bislang brachte die Band zwei Studioalben heraus und steht bei dem Label Asphalt Tango Records unter Vertrag.

## Diskografie
- 2008: Fake No More
- 2011: Revolve